# Кубок Карьяла 2021
Кубок Карьяла 2021 —  первый из четырёх этапов Еврохоккейтура. На турнире выступили 4 команды: Россия, Финляндия, Швеция, Чехия. Турнир проходил в Финляндии с 11 по 14 ноября 2021 года.

#### Турнирная таблица
| М | Сборная   | И | В | ВО | ВБ | П | ПО | ПБ | ШЗ | ШП | РШ | О |
| - | --------- | - | - | -- | -- | - | -- | -- | -- | -- | -- | - |
| 1 | Швеция    | 3 | 3 | 0  | 0  | 0 | 0  | 0  | 11 | 4  | 7  | 9 |
| 2 | Финляндия | 3 | 2 | 0  | 0  | 1 | 0  | 0  | 8  | 5  | 3  | 6 |
| 3 | Россия    | 3 | 1 | 0  | 0  | 2 | 0  | 0  | 7  | 9  | -2 | 3 |
| 4 | Чехия     | 3 | 0 | 0  | 0  | 3 | 0  | 0  | 5  | 13 | -8 | 0 |

Пояснение: М — место, И — игры, В — выиграно, ВО — выиграно в овертайме, ВБ — выиграно по буллитам, П — проиграно, ПО — проиграно в овертайме, ПБ — проиграно по буллитам, ШЗ — шайб забито, ШП — шайб пропущено, РШ — разница шайб, О — очки.

#### Матчи турнира
| 10 ноября 21:00 | Швеция | 4:1 (2:0, 2:0, 0:1) | Чехия | Saab Arena Зрителей: 7482 |

| Отчёт | Отчёт                       | Отчёт                                              | Отчёт                    | Отчёт                                                 |
| --- | --------------------------- | -------------------------------------------------- | ------------------------ | ----------------------------------------------------- |
| |                             |                                                    |                          |                                                       |
| | Ларс Юханссон (00:00-60:00) | Вратари                                            | (00:00-60:00) Петр Квача | Судьи: Микаэль Норд (Швеция) Микаэль Шёквист (Швеция) |
| | Голы:                       |                                                    |                          | Судьи: Микаэль Норд (Швеция) Микаэль Шёквист (Швеция) |
| Понтус Хольмберг - 08:29 Карл Клингберг (Антон Ландер, Матиас Броме) - 14:16 Йеспер Олофссон (Хенрик Тёммернес, Деннис Эверберг) - 38:52 (5x4) Антон Бенгтссон (Понтус Хольмберг, Эмиль Юсе) - 39:27 | 1:0 2:0 3:0 4:0 4:1         | Филип Хлапик (Давид Скленичка, Павел Пиха) - 57:45 |                          | Судьи: Микаэль Норд (Швеция) Микаэль Шёквист (Швеция) |
| |                             |                                                    |                          | Судьи: Микаэль Норд (Швеция) Микаэль Шёквист (Швеция) |
| |                             |                                                    |                          | Судьи: Микаэль Норд (Швеция) Микаэль Шёквист (Швеция) |
| |                             |                                                    |                          | Судьи: Микаэль Норд (Швеция) Микаэль Шёквист (Швеция) |
| 2 мин | Штраф                       | 4 мин                                              |                          | Судьи: Микаэль Норд (Швеция) Микаэль Шёквист (Швеция) |
| |                             |                                                    |                          |                                                       |
| | 20                          | Броски                                             | 18                       |                                                       |

| 11 ноября 19:30 | Россия | 0:3 (0:0, 0:2, 0:1) | Финляндия | Хартвалл Арена Зрителей: 8179 |

| Отчёт  | Отчёт                        | Отчёт | Отчёт                       | Отчёт                                                          |
| ------ | ---------------------------- | --- | --------------------------- | -------------------------------------------------------------- |
|        |                              | |                             |                                                                |
|        | Дмитрий Шугаев (00:00-60:00) | Вратари | (00:00-60:00) Юхо Олкинуора | Судьи: Микко Каукокари (Финляндия) Ласси Хейккинен (Финляндия) |
|        | Голы:                        | |                             | Судьи: Микко Каукокари (Финляндия) Ласси Хейккинен (Финляндия) |
|        | 0:1 0:2 0:3                  | Харри Песонен (Миро Аалтонен, Сами Ватанен) - 27:49 (4x5) Миро Аалтонен (Сами Ватанен) - 31:41 (3x5) Валттери Фильппула (Миро Аалтонен, Ииро Пакаринен) - 47:41 |                             | Судьи: Микко Каукокари (Финляндия) Ласси Хейккинен (Финляндия) |
|        |                              | |                             | Судьи: Микко Каукокари (Финляндия) Ласси Хейккинен (Финляндия) |
|        |                              | |                             | Судьи: Микко Каукокари (Финляндия) Ласси Хейккинен (Финляндия) |
|        |                              | |                             | Судьи: Микко Каукокари (Финляндия) Ласси Хейккинен (Финляндия) |
| 37 мин | Штраф                        | 6 мин |                             | Судьи: Микко Каукокари (Финляндия) Ласси Хейккинен (Финляндия) |
|        |                              | |                             |                                                                |
|        |                              | |                             |                                                                |

| 13 ноября 15:00 | Швеция | 4:2 (1:0, 2:2, 1:0) | Россия | Хартвалл Арена Зрителей: 1818 |

| Отчёт | Отчёт                          | Отчёт | Отчёт                         | Отчёт                                                          |
| --- | ------------------------------ | --- | ----------------------------- | -------------------------------------------------------------- |
| |                                | |                               |                                                                |
| | Густаф Линдвалль (00:00-60:00) | Вратари | (00:00-59:04) Ярослав Аскаров | Судьи: Микко Каукокари (Финляндия) Кристиан Викман (Финляндия) |
| | Голы:                          | |                               | Судьи: Микко Каукокари (Финляндия) Кристиан Викман (Финляндия) |
| Антон Бенгтссон - 18:56 (Фредрик Олофссон, Кристиан Юус) Карл Клингберг - 23:42 (Калле Шелин, Матиас Броме) Антон Ландер - 34:28 (Никлас Ханссон, Калле Шелин) Карл Клингберг - 46:53 (Антон Ландер, Матиас Броме) | 1:0 1:1 2:1 2:2 3:2 4:2        | Матвей Мичков - 21:17 (Шакир Мухамадуллин, Артём Галимов) Артём Галимов - 25:07 (Сергей Телегин, Арсений Коромыслов) |                               | Судьи: Микко Каукокари (Финляндия) Кристиан Викман (Финляндия) |
| |                                | |                               | Судьи: Микко Каукокари (Финляндия) Кристиан Викман (Финляндия) |
| |                                | |                               | Судьи: Микко Каукокари (Финляндия) Кристиан Викман (Финляндия) |
| |                                | |                               | Судьи: Микко Каукокари (Финляндия) Кристиан Викман (Финляндия) |
| 6 мин | Штраф                          | 2 мин |                               | Судьи: Микко Каукокари (Финляндия) Кристиан Викман (Финляндия) |
| |                                | |                               |                                                                |
| | 27                             | Броски | 16                            |                                                                |

| 13 ноября 19:00 | Финляндия | 4:2 (3:0, 0:2, 1:0) | Чехия | Хартвалл Арена Зрителей: 9156 |

| Отчёт | Отчёт                            | Отчёт                                                                                               | Отчёт                                                     | Отчёт                                             |
| --- | -------------------------------- | --------------------------------------------------------------------------------------------------- | --------------------------------------------------------- | ------------------------------------------------- |
| |                                  | |                                                           |                                                   |
| | Никлас Вестерхольм (00:00-60:00) | Вратари                                                                                             | (00:00-20:00) Мирослав Свобода (20:00-60:00) Штепан Лукеш | Судьи: Тобиас Бьёрк (Швеция) Линус Элунд (Швеция) |
| | Голы:                            | |                                                           | Судьи: Тобиас Бьёрк (Швеция) Линус Элунд (Швеция) |
| Тони Раяла - 01:17 (Харри Песонен, Сами Ватанен) Нико Оямяки - 13:29 (5x4) (Сами Ватанен) Ере Иннала - 15:33 (Теэму Талльберг, Вили Саариярви) Валттери Фильппула - 46:35 (Микко Лехтонен, Ере Иннала) | 1:0 2:0 3:0 3:1 3:2 4:2          | Петр Кодытек - 26:03 (Ондржей Найман, Давид Скленичка) Матей Блюмель - 38:26 (5x4) (Михаэль Шпачек) |                                                           | Судьи: Тобиас Бьёрк (Швеция) Линус Элунд (Швеция) |
| |                                  | |                                                           | Судьи: Тобиас Бьёрк (Швеция) Линус Элунд (Швеция) |
| |                                  | |                                                           | Судьи: Тобиас Бьёрк (Швеция) Линус Элунд (Швеция) |
| |                                  | |                                                           | Судьи: Тобиас Бьёрк (Швеция) Линус Элунд (Швеция) |
| 8 мин | Штраф                            | 6 мин                                                                                               |                                                           | Судьи: Тобиас Бьёрк (Швеция) Линус Элунд (Швеция) |
| |                                  | |                                                           |                                                   |
| | 27                               | Броски                                                                                              | 31                                                        |                                                   |

| 14 ноября 14:30 | Чехия | 2:5 (0:2, 1:2, 1:1) | Россия | Хартвалл Арена Зрителей: 1076 |

| Отчёт                                                | Отчёт                       | Отчёт | Отчёт                        | Отчёт                                                   |
| ---------------------------------------------------- | --------------------------- | --- | ---------------------------- | ------------------------------------------------------- |
|                                                      |                             | |                              |                                                         |
|                                                      | Лукеш Штепан (00:00-60:00)  | Вратари | Дмитрий Шугаев (00:00-60:00) | Судьи: Хейккинен Ласси (Финляндия) Олунд Линус (Швеция) |
|                                                      | Голы:                       | |                              | Судьи: Хейккинен Ласси (Финляндия) Олунд Линус (Швеция) |
| Матей Странски - 19:02 Давид Каше (Якуб Флек) - 9:20 | 0:1 0:2 0:3 0:4 1:4 2:5 2:5 | Александр Елесин (Александр Никишин, Марат Хуснутдинов) - 03:16 Дмитрий Воронков (Марат Хуснутдинов, Никита Чибриков) - 17:18 Дмитрий Воронков (Матвей Мичков) - 02:29 Никита Тертышный (Никита Чибриков, Иван Зинченко) - 11:19 Артем Галимов (Дмитрий Воронков, Иван Зинченко) - 17:45 |                              | Судьи: Хейккинен Ласси (Финляндия) Олунд Линус (Швеция) |
|                                                      |                             | |                              | Судьи: Хейккинен Ласси (Финляндия) Олунд Линус (Швеция) |
|                                                      |                             | |                              | Судьи: Хейккинен Ласси (Финляндия) Олунд Линус (Швеция) |
|                                                      |                             | |                              | Судьи: Хейккинен Ласси (Финляндия) Олунд Линус (Швеция) |
| 20 мин                                               | Штраф                       | 16 мин |                              | Судьи: Хейккинен Ласси (Финляндия) Олунд Линус (Швеция) |
|                                                      |                             | |                              |                                                         |
|                                                      | 40                          | Броски | 35                           |                                                         |

| 14 ноября 18:30 | Финляндия | 1:3 (0:1, 0:2, 1:0) | Швеция | Хартвалл Арена Зрителей: 12 206 |

| Отчёт | Отчёт | Отчёт | Отчёт | Отчёт |
| ----- | ----- | ----- | ----- | ----- |
|       |       |       |       |       |
|       |       |       |       |       |
|       |       |       |       |       |
|       |       |       |       |       |
|       |       |       |       |       |
|       |       |       |       |       |
|       |       |       |       |       |
|       |       |       |       |       |
|       |       |       |       |       |

### Индивидуальные награды

#### Лучшие игроки
- Вратарь:  Ларс Юханссон
- Защитник:  Сами Ватанен
- Нападающий:   Антон Ландер

## Победитель
| Победитель Кубка Карьяла 2021 |
| Швеция Четвёртый титул        |